# Polana Śnieżna
Polana Śnieżna (710–790 m n.p.m.) – polana leśna w Masywie Śnieżnika, w Sudetach.
Okazała polana śródleśna na południowo-zachodnim stoku wzniesienia Lesieniec; w przeszłości zamieszkała. Był tu przysiółek Międzygórze o nazwie Scheeberg.

## Szlaki turystyczne
Skrajem zachodnim biegnie szlak turystyczny:
- żółty główny szlak sudecki Międzygórze - Igliczna

a górnym skrajem
- zielony Igliczna - Czarna Góra[1].